# Cythere solandi
Cythere solandi is een mosselkreeftjessoort uit de familie van de Cytheridae. De wetenschappelijke naam van de soort is voor het eerst geldig gepubliceerd in 1871 door Brady.